# Фони ту Камбу
„Фони ту Камбу“ (на гръцки: «Η Φωνή του κάμπου», в превод Гласът на полето) е гръцки вестник, издаван в леринското село Попължани (Папаянис), Гърция.

## История
Вестникът започва да излиза в 1996 година - по време на възхода на регионалния печат в Гърция след управлението на ПАСОК. Издава се от Образователно-културната асоциация на селото „Мегас Александрос“. Вестникът се занимава с социалните и културни дейности на селото и публикува новини от живота на изселниците от него.